# عقلانية (علم اجتماع)
العقلانية هو مصطلح يستخدم في علم الاجتماع يشير إلى أن العمليات المؤدية إلى زيادة الأفعال الاجتماعية تصبح مرتكزة أكثر على الفعالية الغائية أو الحسابات أكثر من تحركها بسبب الدوافع الأخلاقية والعواطف والتقاليد. وتعد جانبا رئيسيا من الحداثة والتي تتجلى خصوصاً في المجتمع الغربي كسلوك ناتج عن السوق الرأسمالي في الإدارة الرشيدة في الدولة والبيروقراطية والتوسع في العلوم والتكنولوجيا الحديثة.
ظهرت العقلانية من خلال محاولة فهم ماكس فيبر لتوصيف وشرح تطور عقلية خاصة وغريبة تميزت فيها الحضارة الغربية الحديثة عن غيرها من الحضارات. وقد أكد على القدرة العالية للإنسان على التصرف بشكل عقلاني وما يترتب على ذلك من العلوم الاجتماعية لفهم وشرح طريقة فعل ذلك.
وهكذا كانت رؤية ماكس فيبر حول العقلانية مرتبطة بالمجتمع الأوروبي المنتقل إلى النمط الرأسمالي، محاولاً تفسير أسباب الانتقال إلى الرأسمالية والنتائج المترتبة عنها على الصعيد السياسي والاقتصادي والديني والعائلي.

## مفهوم العقلانية

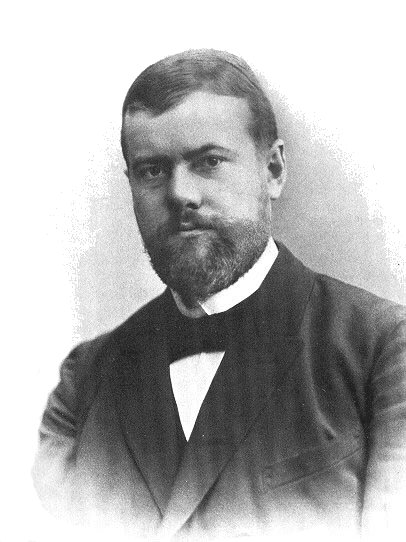
ماكس فيبر

ظهرت فكرة العقلانية من خلال أعمال ماكس فيبر في ألمانيا في أواخر القرن التاسع عشر في محاولة تفسير التطورات الاجتماعية التي كانت تشهدها أوروبا عموماً وألمانيا خصوصاً. إضافة إلى نمو طبقة الرأسمالية. وعلى الرغم من أن أعمال كارل ماركس سبقت أعمال فيبر في محولات التفسير، إلا أن فيبر سلك منهجا مغايرا لما سلكه ماركس في محاولة الفهم التاريخي لتطور الرأسمالية. فلم يعترف فيبر بأهمية صراع الطبقات عبر التاريخ، كما رفض الاعتراف بأن كل أشكال الصراع الإنساني يجب أن تنجم عن الصراع الطبقي فقط، بل وجود أسباب أخرى تؤدي إلى الصراع، وهو لم ير فقط أن "العوامل الاقتصادية هي التي تلعب دورا هاما في التطور التاريخي، لكنه أفسح مجالا لأفكار أخرى وأهمها الأفكار الدينية، والتي أعطاها دوراً هاماً في التغيير. وبالتالي يرجح فيبر أن استقرار العلاقات الاجتماعية ونمطيتها يعودان إلى التصرف العقلاني للبشر، فميز بين أربعة أشكال للفعل الاجتماعي وهي: الفعل التقليدي والفعل العاطفي والفعل الموجه نحو غاية عليا والفعل الموجه نحو غاية دنيوية، وهذا الفعل الأخير هو الذي يصبغ الفعل العقلاني.
وميز فيبر بين أربعة أنواع من الأفعال الاجتماعية: الأول هو الفعل العاطفي والذي يستمد من عاطفة الفرد أو المجتمع، والفعل التقليدي وهذا الفعل مرتبط بالسلوك المعتاد والتقاليد والأعراف، والثالث هو الفعل العقلاني الهادف حيث يتم اختيار الأهداف والوسائل اللازمة لتحقيق هذه الأهداف، وأخيراً الفعل العقلاني القيمي وهنا تكون الأهداف معروفة ويجري اختيار الوسائل بشكل عقلاني.
لذلك يستنتج فيبر وجود تميز للغرب الأوروبي بنوع من العقلانية وأطلق عليها «العقلانية المميزة» بسبب ظروف تاريخية خاصة بالغرب كوحدة واحدة متلازمة. تلعب الرأسمالية كنظام دوراً كبيراً في إحكام سيطرتها على المجتمع بكل عناصره ومكوناته، كما تلغي تجارب المكونات القديمة والمختلفة. لذلك وصف روح الرأسمالية بأنها القتال ضد القيم والعادات والتقاليد القديمة بما يشكل بمجموعه التراث

## البروتستانتية والرأسمالية

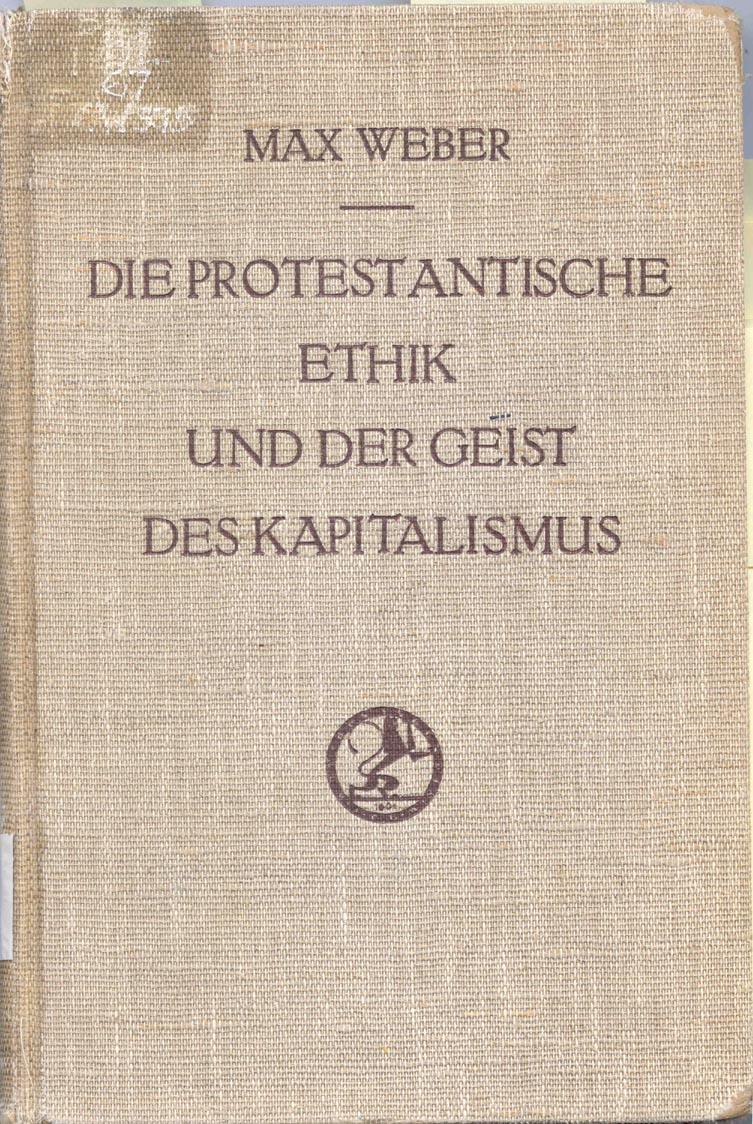
غلاف كتاب الأخلاق البروتستانتية وروح الرأسمالية

انطلق هذا المبدأ من محاولة فيبر فهم أسباب بداية الرأسمالية في مناطق معينة في أوروبا، وعدم بدايتها في أي مكان آخر من الغرب الأوربي.فمن خلال دراسات إحصائية لواقع ألمانيا تبين أن معظم رجال الأعمال والملاك والطبقات العليا من المجتمع كانوا من الطائفة البروتستانتية. ليرى أن بداية الثورة الصناعية هي نتيجة مباشرة لحركة الكالفينية. والتي منهجت الحياة وفق أسس منضبطة وعقلانية. فسار كالفن على خطى بولس الرسول وأوغسطين في التأكيد على ما اعتبره سمو لله وسيادته على كل شيء، وتتقاطع أفكاره مع أفكار مارتن لوثر في أن تبرير الخطاة والخلاص يحصل عن طريق الإيمان فقط وليس بالأعمال. ولكن كالفن كان يعتقد بالاختيار المسبق، أي أن الإنسان بعد أن يخطئ لا يستطيع أن يمتلك الإرادة الحرة للتوبة، أما كل الذين سينالون الخلاص فأن الله كان قد سبق واختارهم قبل إنشاء العالم مبادئها. وبذلك فإن الكالفنية ومبدأها الجبري قسمت البشر إلى قسمين أحدهما أحدهم خطاة وأحدهم نالوا الخلاص، ويستطيع الإنسان أن يعلم فيما إذا كان من المختارين في نيل الخلاص من خلال إشارات تصله. وأهم هذه الإشارات هي النجاح وهذا يعني أن الله يساعد من يساعد نفسه، وبالتالي يصل الإنسان إلى يقينية الخلاص من خلال عمله. فهذه ليست وسيلة لشراء الخلاص إنما للتحرر من قلق الخلاص وهنا يكمن الخلاف مع الكاثوليكية فالخلاص لا يكون بالأعمال الحسنة أو التوبة عن الخطايا، بل اختيار الممنهج الواعي وبذلك انطلق الكالفنيين في بحثهم عن النجاح إلى تطبيق العقلانية والمنهجية والعمل الجاد، ولم ينفقوا الأموال على أنفسهم لأن ذلك عديم الفائدة كما لم يقوموا بتوزيعها على الفقراء لأنهم مختارون كخطاة ومنبوذين من قبل الله. وبذلك كدسوا الثروات واستغلوها في مزيد من النجاح.

## الرأسمالية

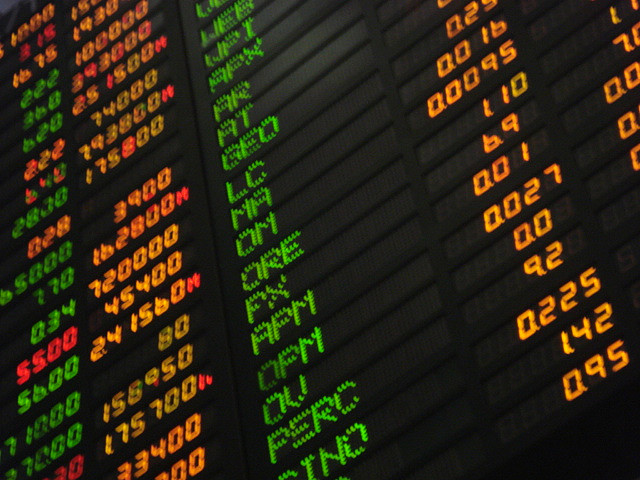
إحدى لوحات أسواق الأسهم من مزايا عقلنة الرأسمالية.

يعتبر فيبر أن الرأسمالية هي نظام اقتصادي عقلاني وهو يتعارض هنا مع كارل ماركس. فهو يرى أن النظام الرأسمالي الحديث يتميز بعقلانية عالية لأنه يحاول جني المال بكافة الطرق. لكنه يتفق مع طرح ماركس حول الرأسمالية كونه نظام اقتصادي يقوم بالأساس على حساب الربح في المؤسسة وذلك يكون مقابل إلغاء الإشكال الأخرى للعمل مثل العبودية وفصل العمل المنزلي عن المؤسسة.
وهكذا تعتبر روح الرأسمالية مضادة للنزعة التقليدية من خلال علاقتهما بالعمليات الواقعية لنشاط الكسب.وتتميز الرأسمالية الحديثة بوحود طبقة عقلانية طبقت الأساليب العلمية من أحل تراكم رأس المال والتي تحولت من فكرة الربح إلى فكرة تراكم الرأسمال وأصبح كسب المال التزاما أخلاقيا في حد ذاته. تتطلب إدارة الأعمال في العالم زيادة الدقة والثبات وفوق كل هذا السرعة في إدارة العمليات، ويتطلب هذا قوانين عدلية تفرض بصرامة وتطبق من قبل الدولة. ليبدأ التنظيم الرأسمالي الحديث وإدخال مفهوم التتجير (كل شيء قابل للبيع) وأصبحت البورصة هي عقلنة المضاربة.
تأسس العقلانية المجتمع الحديث وتؤدي إلى تقدم في الصناعة والرأسمالية. ليتميز المجتمع العقلاني بسبع ميزات رئيسية وهي:
- تمايز المؤسسات الإجنماعية، فمع تطور المجتمعات تزداد المؤسسات الاجتماعية وتتشعب ليدخل التعليم والعناية الصحية ضمن المؤسسات الاجتماعية في المجتمعات الحديثة.
- ظهور المؤسسات الضخمة، فمع التطور العقلاني أصبح أي فرد في المجتمعات الحديثة يعمل ضمن مؤسسة ضخمة أو جهاز بيروقراطي.
- تخصيص الوظائف، فعكس المجتمعات التقليدية يملك كل فرد وظيفة خاصة يقوم بها.
- الانضباط الشخصي، يعتمد المجتمع الحديث على الانضباط الشخصي فأي مؤسسة أو منظمة حكومية تقبل عامليها على أساس الانضباط الشخصي.
- أهمية الوقت، تغيرت أهمية الوقت في المجتمعات فمن قياسها تبعاً لشروق وغروب الشمس أصبحت تقدر بالساعة والدقيقة.
- الكفاءة التكنولوجية، كانت قيمة الفرد في المجتمعات التقليدية ترجع إلى عائلته ونسبه أما في المجتمعات الحديثة فأصبحت تقدر فيما هو الفرد عليه، ومهاراته وخبراته.
- غير شخصي، أساس العمل في المجتمعات الحديثة هو الكفاءة التكنولوجيا. لذلك أصبحت تستبعد العلاقات الشخصية في العمل والتوظيف.

يتفق ماركس وفيبر على أن الرأسمالية أدت إلى عزلة الفرد في المجتمع، ولكنهما يختلفان في الأسباب. ففي حين يرى ماركس أن سبب العزلة الفردية هو عدم المساواة الاقتصادية. يرى فيبر أن سبب العزلة هي القواعد والتنظيمات البيروقراطية، فتعامل البيروقراطية الإنسان على أنه رقم يمكن حسابه أو قضية يمكن معالجتها. بالإضافة إلى أن العمل ضمن المؤسسات الكبرى سيؤدي إلى تشعب التخصصات وتكرار روتيني للعمل. وهذا النظام يسعى إلى وضع قواعد وتنظيم لكل شيء مما سيحطم في النهاية على الروح الإنسانية.
كما يرى هربرت ماركوزه أن إنسان المجتمعات الحديثة تم احتواؤه تماماً وتخليق رغباته وتطلعاته من قبل مؤسسات المجتمع، حتى أصبح هذا الإنسان يرى أن الهدف من الوجود زيادة استهلاكه وإنتاج والاختيار بين السلع المختلفة. ولكن الاختيار في الأمور المهمة (المصيرية والإنسانية والأخلاقية) تقلص تماماً، وبذا فقد هذا الإنسان مقدرته على التجاوز وآصبح غارقاً في الأمور الاستهلاكية.

## البيروقراطية
وصف فيبر العديد من النماذج في إدارة المؤسسات الحكومية في كتابة الاقتصاد والمجتمع الصادر سنة 1922. وأصبحت دراسته الهامة في البيروقراطية الاجتماعية أهم جزء في عمله. فكان فيبر أول من اهتم بدراسة البيروقراطية وقادت أعماله إلى تعميم المصطلح. وتعود إليه العديد من مصطلحات الإدارة العامة كما أن تنظيم الخدمة المدنية على النموذج الهرمي يسمى خدمة مدنية فيبرية نسبةً إليه. فيعتبر فيبر أن البيروقراطية المفتاح الرئيسي من بين أساليب العقلانية في الإدارة لتحقيق سلطة قانونية عقلانية، بالإضافة إلى أنها من العمليات الأساسية في عملية عقلنة المجتمع المستمرة.
وقد عدد فيبر العديد من الظروف الأولية التي أدت إلى ظهور البيروقراطية مثل النمو في الكثافة السكانية والمساحة ضمن المدن والتعقيد في المهام الإدارية مع وجود اقتصاد نقدي أدى إلى وجود نظام إداري أكثر كفاءة. كما أدى تطور أنظمة النقل والاتصالات إلى زيادة كفاءة الإدارة وزيادة الحاجة إليها من قبل المواطنين، كما أن دمقرطة وعقلنة المجتمع أدت إلى زيادة الحاجة إلى نظام يعامل الجميع على قدم المساواة.
تتميز بيروقراطية فيبر المثالية بالتنظيم الهرمي. تُرسم الخطوط العريضة للسلطة في منطقة محددة من النشاط الإداري، وتتخذ الإجراءات على أساسها وتسجل في قواعد مكتوبة، كما أن المسؤولين البيروقراطيين بحاجة إلى تدريب من قبل خبراء، ويتم تطبيق القواعد من قبل مسؤولين محايديين ويعتمد التقدم الوظيفي على التقنية ومؤهلات الحكم عليها تكون من خلال المنظمة وليس الأفراد والعلاقات الشخصية. وقد اعتبر ويبر أن البيروقراطية المثالية تتصف بالمواصفات التالية:
- قائمة على أساس السلطة الهرمية؛
- غير شخصية؛
- قواعد السلوك مكتوبة ومنظمة؛
- تستند الترقية على الإنجاز؛
- تقسيم العمل حسب الاختصاص؛
- المردود العالي.

وعلى الرغم من أهمية البيروقراطية في إدارة المنظمات والمجتمعات الحديثة إلا أن فيبر رأى أن البيروقراطية ستعمل على تدمير حرية الإنسان، وأن هذه البيروقراطية ستزيد من عقلانية الإنسان لكنها ستحاصر الإنسان ضمن قفص حديدي من القوانين والقواعد والتحكم العقلاني.

## القفص الحديدي
القفص الحديدي مبدأ اجتماعي قدمه ماكس فيبر ويرى أن العقلانية تزداد تأصلها في الحياة الاجتماعية وخاصة في المجتمعات الغربية الرأسمالية.وبالتالي سيعتمد الإنسان علي عقله (المادي) وحسب، ويرفض أية غيبيات أو مثاليات أو مطلقات ليصل إلى الجوهر (المادي الحقيقي) للأشياء. وعلى الرغم من أن هذا سيؤدي إلى سعادة الإنسان وسيطرته علي نفسه وعلي العالم، ولكن ما حدث هو العكس، هيمن على الإنسان المادية، وأن ما فعله هو تفكيك الإنسان حين رده إلى عناصره وأصبح مادة محضة، وأصبح كل شيء فيه محسوبا. وبذلك فإن القفص الحديدي سيحد من الحرية الفردية في النظام الاجتماعي، بالاستناد بشكل أساسي على كفاءة التكنولوجية. وسرعان ما وضع السبب الأساسي للإنسان في تحقيق النجاح المادي واستبدل بأهداف أخرى. فأصبح الحفاظ على النظام هدفا في حد ذاته—فالناس يجب أن تعمل لكسب المزيد من المال لتنفق المزيد من الأموال. وأصبح العلماء حلفاء في هذا النظام بتطوير الآلات كما فقد الدين هدفه.
خلق هذا مشكلة وسجن الناس في قفص دون وسائل لتركه، ليصبح الإنسان عبداً للنظام، وتحول الناس إلى آلات لجني المال.ففقد الناس القدرة على التحكم في حياتهم لأنهم لم يعد لديه خياراً غير أن يكونوا جزءا من هذا النظام
وهكذا تميز المجتمع الحديث بإزاحة في تحفيز السلوكيات الفردية. أصبح أساس الفعل الاجتماعي مبني على الكفاءة بدلا من الأنواع القديمة من الأفعال الاجتماعية التي ترتكز على النسب أو القرابة. أصبح سلوك يهيمن عليه العقلانية الموجهة نحو أهداف معين أقل من سلوكه الناجم عن التقاليد والقيم. التحول من النموذج القديم إلى شكل جديد يفرض مجموعة صارمة من القواعد هو نتيجة مباشرة لنمو البيروقراطية والرأسمالية.

## الاستهلاك

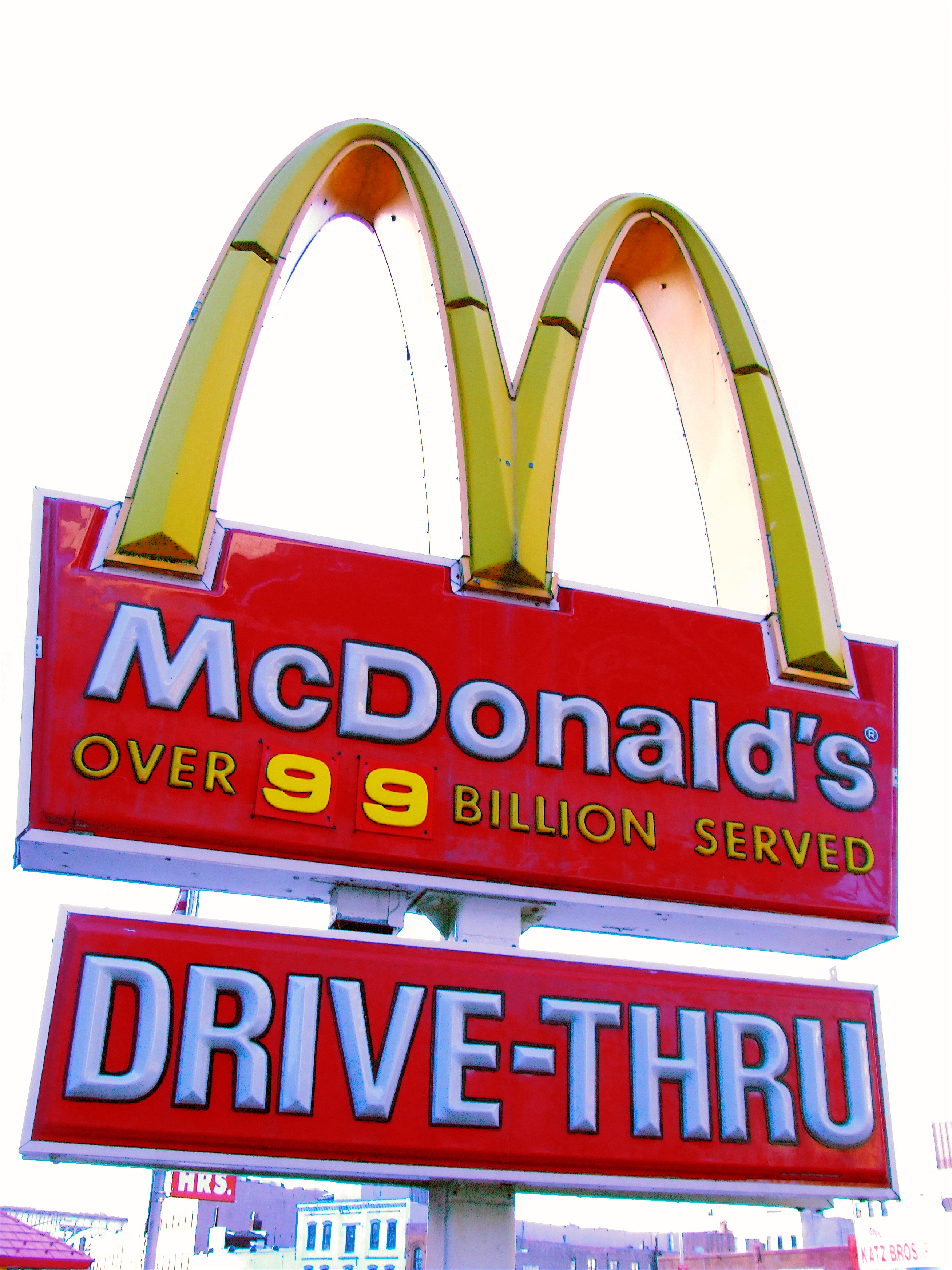
إشارة لمطعم مكدونالدز.

تمثل مطاعم الوجبات السريعة تموذج لعملية العقلنة. فقد كان أعداد الطعام في المجتمعات التقليدية عملية تتطلب جهد وغير مربحة من الناحية التقنية. فصممت مطاعم الوجبات السريع من أجل وصول الربح إلى قيمته العظمى، وأجريت إجراءات صارمة بعدة طرق، بما في ذلك فرض رقابة صارمة على العاملين في هذه المطاعم. واستبدال أنظمة أكثر تعقيدا مع تلك الأبسط وتقليل وقت الاستهلاك. ونظم ترقيم بسيطة في قيم الوجبات وخدمة من خلال النوافذ لسائقي السيارات، واستخدام أثاث غير مريح من أجل تقليل زمن جلوس الزبائن.
استخدم جورج ريتزر مطاعم مكدونالدز للإشارة إلى العمليات العقلانية في مطاعم الوجبات السريعة والفعل المعتمد لانجاز ذلك. وميز أربع عناصر رئيسية في عمليات مطعم مكدونالد.
- المردود: وهو الأسلوب الأمثل لإنجاز المهمات، وأسرع طريقة للوصول من النقطة ألف إلى النقطة باء وبذلك يعني المردود في مكدونالدز أن توجه جوانب التنظيم الداخلي نحو التقليل من الوقت.
- الحساب: يجب أن يكون الهدف قابل للقياس. كما طورت مكدونالدز فكرة أن الكميات تساوي الجودة. وبالنتيجة يتم تسليم كمية كبيرة من الطعام إلى العملاء في فترة قصيرة من الزمن وبجودة عالية.
- التوقع والتوحيد القياسي وخدمات موحدة: وهنا يقصد بالتوقع أنه لا يهم أين يذهب شخص، فإنه سيحصل على نفس الخدمة والحصول على نفس المنتج في كل فرع من المؤسسة. هذا ينطبق أيضا على العاملين في تلك الفروع فأعمالهم تعتبر روتينية بشكل كبير نظراً لتكرارها.
- التحكم: توحيد أزياء الموظفين. واستبدال الإنسان بتكنولوجيا لا تعتمد على الإنسان

## المؤسسات الاجتماعية

### العائلة

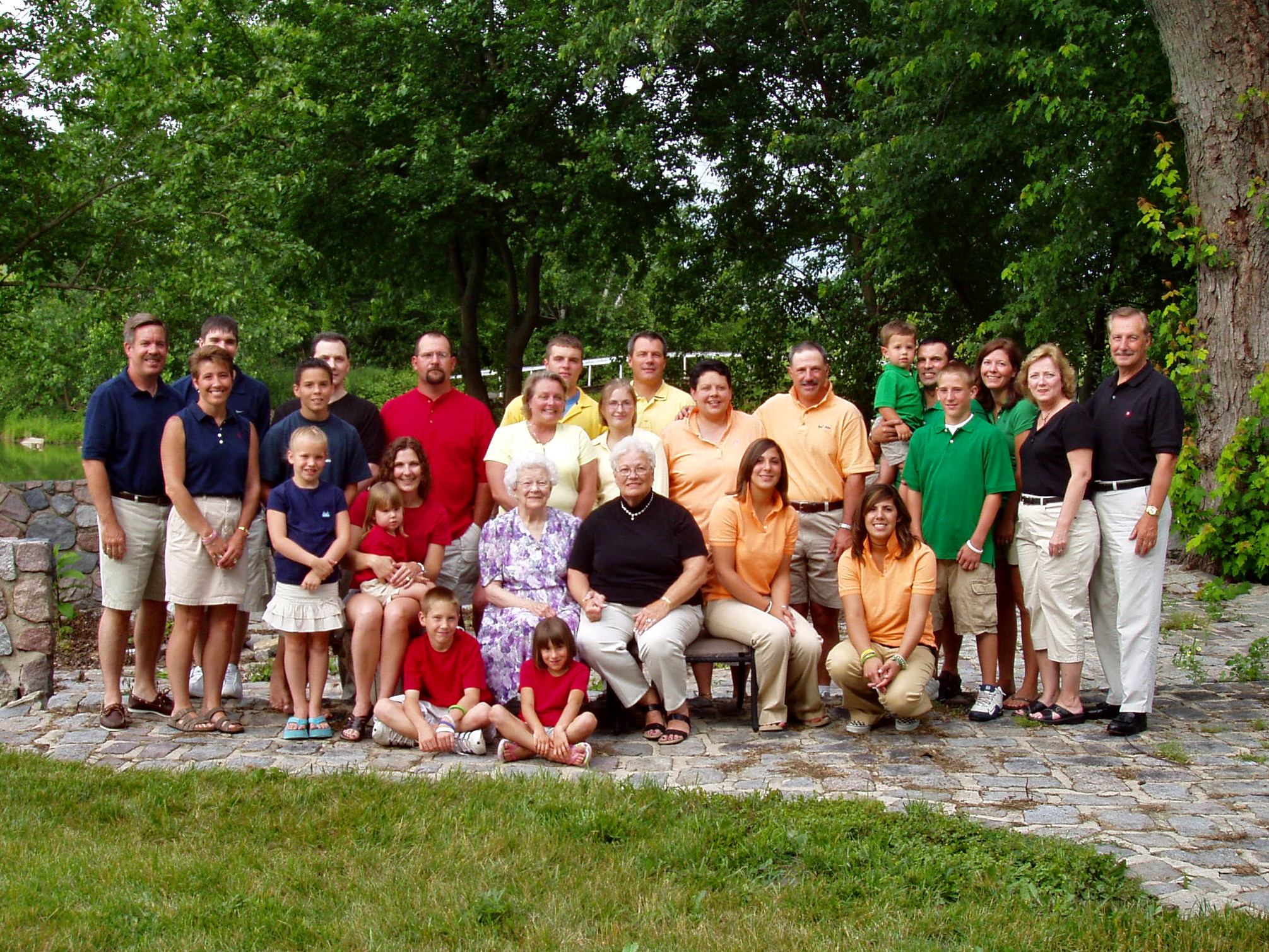
عائلة

تعتبر العائلة من أهم المؤسسات الاجتماعية والتي وجدت في كل المجتمعات عبر التاريخ. بحيث تنظم المجموعات البشرية في مجموعات للعناية ببعضهم البعض، متضمنة العناية بالأطفال. ظهرت أول محاولات للتخطيط للعائلة عند الإغريق وخصوصاً في أسبرطة نظراً لطبيعتها العسكرية، فكان يقرر أي طفل سيعيش أو لا. ويغادر الطفل عائلته ليتم تربيته تربية عسكرية وهو في سن السابعة.
ظهر تعبير تشكيل العائلة العقلاني في الفهم الفيبري ضمن الكلية العقلانية. لمحاولة فهم التغيرات التي صاحبت تشكل العائلات والقيود المفروضة عليها ليصبح تشكل العائلة موجهًا في إطار عقلاني فيعتبر التخطيط للأسرة من أهم العوامل التي تؤدي إلى الانتقال من المجتمع التقليدي إلى الحداثة عن طريق دفع الناس إلى اتخاذ قرارات تنظيمية هادفة إلى تحقيق أقصى رفاه ممكن
وكانت نتيجة ميل المجتمع إلى العقلنة ازدياد محاولة التحكم الفعالة في مختلف جوانب المجتمع الحديث، بحيث تعمد إلى التقليل من النزعة الفردية لصالح الوظيفة والأداء. مما أدى إلى نشوء تغيرات جوهرية على المجتمع فقد تغيرت وظيفة المرأة التاريخية من ربة منزل لانطلاقها في مجالات العمل التقنية وتغيرت طبيعة العائلة للتحول إلى شكل من العائلات النووية. فقد أدّت الثورة الصناعية لأن تصبح الحياة الاجتماعية مرتبطة بالعمل والإنتاج والمؤسسات الاقتصادية أكثر منها بنمط حياة الأسرة والانتماء لجماعة.
وقد قام بعض الاجتماعيين العقلانيين بمحاولة تفسير بعض الظواهر العائلية الحديثة من منطلق الاختيار العقلاني. فعلى سبيل المثال ازدياد حالات الطلاق. فيعود تقسيم العمل في البيت بين الرجل والمرأة إلى الاختيار العقلاني، فلما كانت القاعدة أن الرجال ينالون أجرة أكثر في العمل فكانت العقلانية تفرض تقضية الرجل وقته في العمل بينما تهتم المرأة بأعمال المنزل. لكن مع ازدياد نمو وتطور السوق وإمكانية تحقيق المرأة دخلاً أكبر أصبح من الطبيعي أن ترفض المرأة دورها التقليدي مما أدى في النهاية إلى ارتفاع معدلات الطلاق

### الدين

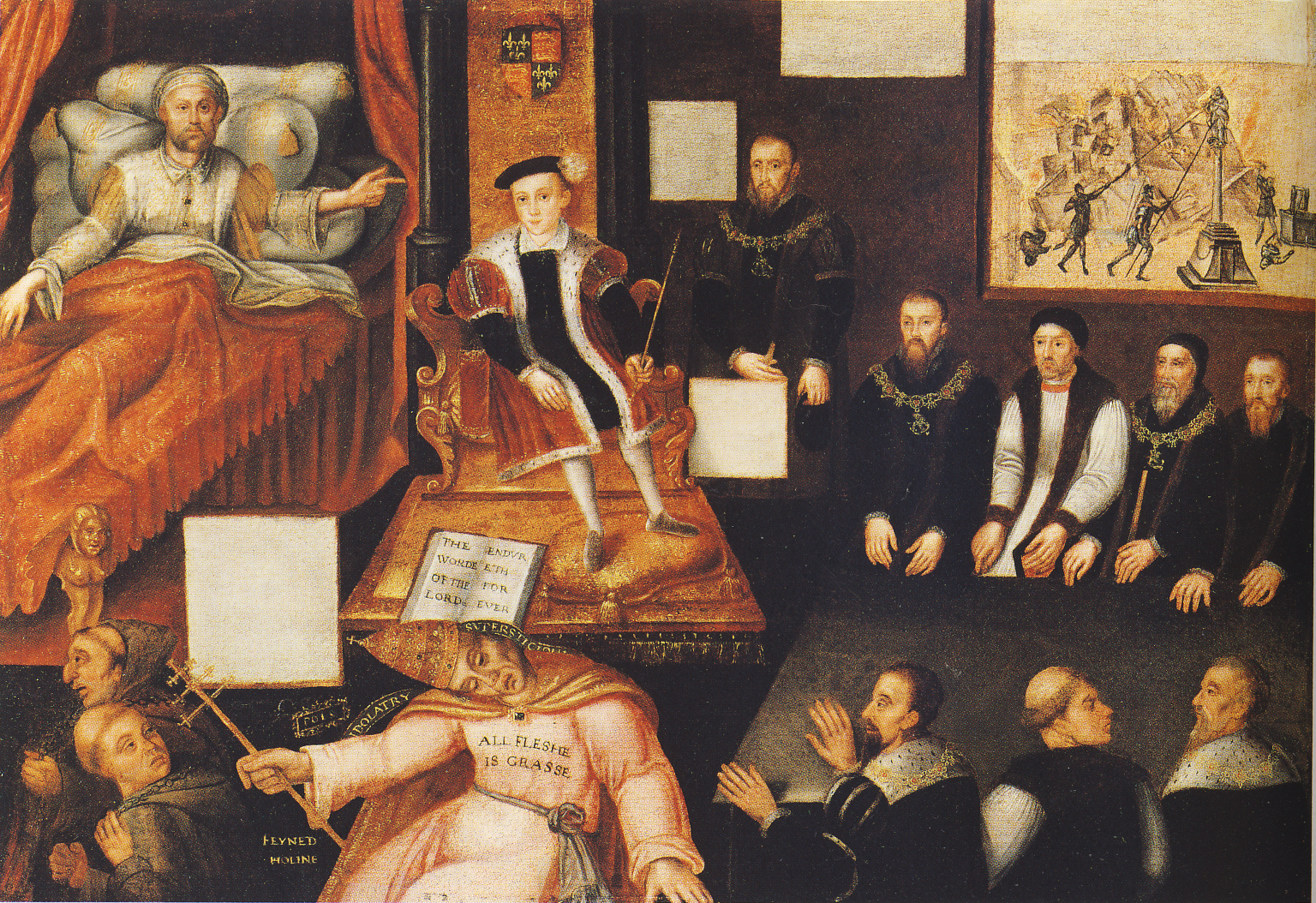
مناهضين لبابا الكاثوليك بقيادة الملك إدوارد السادس.

على العكس من ماركس، نظر فيبر إلى الدور الكبير للدين في التحول إلى الثورة الصناعية من خلال الفكر الكالفيني.والذي شكل مفهوم الخلاص عنصرا أساسيا في العقلنة الدينية، من خلال الوصول إلى يقينية الخلاص بدلاً من البحث عن الخلاص. فالتحول الاجتماعي لا يقتصر في نظره على الشروط المادية والسياسية، ولكن بسبب بروز الذات في المذاهب المتصوفة الجبرية. وهو ما سيؤهل الفرد للعب دوراً تحويل مجتمع بأكمله نحو سيرورة العقلنة
يرى فيبر أن السلوك الديني هو الذي ينظم العلاقة بين الوجود الإنساني والقوى فوق الطبيعية. فكل الديانات بما في ذلك السحر تعتقد في وجود عالم فوق طبيعي. وتهدف الممارسات الدينية في النهاية على التأثير على القوى الخارقة، وذلك من أجل الحصول على مكاسب مادية ومعنوية وهكذا فإن التحرر من الاتجاه الأقتصادي لا ينبغي أن يعزى إلى الميل بالتشكيك الديني. ولا يعني الإصلاح الديني إزالة سلطة الكنيسة بشكل نهائي إنما استبدال النظام القديم بشكل جديد من السيطرة يخترق كل ميادين الحياة العامة والخاصة، فارضةً تنظيماً على السلوك الفردي أشد وطأة وقسوة.
ويؤكد على دور الشخصية الكارزمية في التطور التاريخي. فيرى أن الأنبياء هم من الأشخاص ذوي الكاريزما وبواسطتهم أنشئت سلطة الكاريزما وهي سلطة شرعية على أساس الصفات الشخصية لزعيم استثنائي ذو بصيرة فوق العادة، والتي تلهم الولاء والطاعة من قبل أتباعه.
. وتنشأ السلطة الكاريزمية وتتطور ضمن بنية المجتمع التقليدي ولكن بحكم طبيعته فإنه يميل إلى تحدي السلطة القائمة لينظر إليه على أنه ثوري وتنجح السلطة الكاريزمية في فرض سلطتها عن طريق التحكم البيروقراطي وتطبيقه بشكل عقلاني أو من خلال دمج البيروقراطية مع الأساليب التقليدية.

### التعليم
ربط فيبر ظاهرة التعليم بالظاهرة الديني للتطور التاريخي للرأسمالية الغربية، والتي فرضت نوعاً من التعليم العقلاني والذي نشأ تراكم رأس المال بين يدي البروتستانت. فلاحظ تدني نسبة الكاثوليك في المدارس الثانوية مقارنة بالبروتستانت. إضافة إلى تدني نسبة الكاثوليك المتخرجين من المؤسسات التقنية والصناعية والتجارية مقارنة بالبروتستانت، وميل الكاثوليك إلى دراسة الآداب القديمة.
تتنوع أساليب التعليم وفقاً لمدى التطور التقني من بلد لآخر ويرتبط بمدى التطور الاقتصادي، فتنزع الدول المتقدمة إلى تعليم المهارات والقيم، وبذلك تنتقل طريقة الحياة من جيل لآخر. ووتخذ الاختصاصات التقنية والاقتصادية أهمية خاصة نظراً لأهمية انصهارها في سوق العمل، إضافة إلى إمدادها بالأبحاث التي ستساهم في نمو المؤسسة حيث يكون ترقية الفرد في النظم العقلانية البيروقراطية على مقدار كفاءة الشخص بدلاً من العلاقات الشخصية. في حين في الدول الأقل تطوراً تكون نسب التعليم منخفضة نظراً لعدم تطور سوق العمل الرأسمالي وتطلب مهارات وكفاءات

### السلطة السياسية
لا يفرق فيبر بين السلطة والقوة أو السطوة، ويرى أن السلطة الشرعية لها ثلاثة أنماط، فهي عقلانية قانونية (كرؤساء المؤسسات والجنرالات) ثم السلطة التقليدية، والتي تقوم على تقديس العادات المتبعة (ملوك أوروبا في القرن الماضي، والبابوات) ثم السلطة الكاريزمية، وهذه تختلف في كونها شخصية، وتشبه السحر، ويرى فيبر أنها تأتي إلى الوجود بسبب فشل الصور الأخرى من السلطة.
عرف فيبر سلطة القانون العقلانية بأنها سلطة البيروقراطية وهي قوة الشرعية فرضت بواسطة سن تنظيمات وقوانين وقواعد. وهي التي تفرض السلطة التشريعية القانونية للحكومة. وهكذا فإن النظرة العقلانية تعمل على تعزيز البيروقراطية وفي نفس الوقت تضعف النظم والإجراءات التقليدية، فبدلاً من النظر إلى الماضي فإن المجتمع الحديث ينظر إلى العدالة من خلال سن قواعد قانونية. بذلك تصبح القوانين جزء رئيسي من حياتنا اليومية وفي مختلف مجالات الحياة كقوانين تنظيم الجامعات والصفوف. وعلى العكس من ذلك فإن النظرة التقليدية تعتمد على الفكر العائلي فالنظام الملكي يحكم الملك ومن بعده عائلته على مدى الحياة، بينما أصبح من الطبيعي أن يعطي الرئيس سلطته إلى رئيس آخر وفق سلطة القوانين المتبعة في المجتمعات العقلانية.

### الاقتصاد

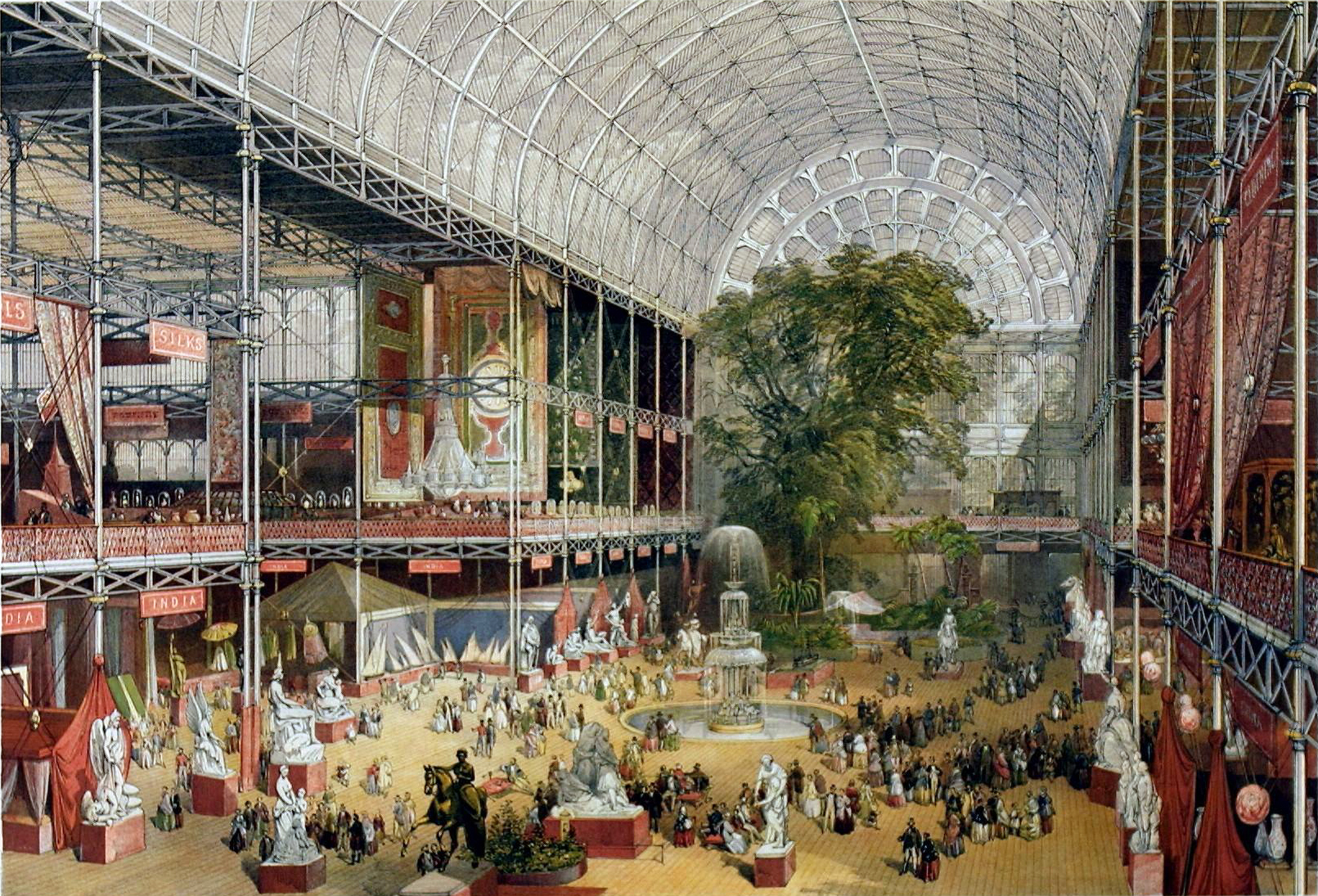
معرض قصر الكريستال في بريطانيا سنة 1851

نظر فيبر إلى أن الرأسمالية الغربية هي رأسمالية عقلانية لأنها تسعى إلى الربح بكافة الوسائل. وقد طورت منهج عقلاني من أجل توسيع عمليات الربح وتكديس الأموال. وجعلت من العلماء أدوات في خدمة التقنية والتقدم التكنولوجي بما يساهم في في تطور أرباحها. محاولةً التحكم في العالم بكل تفاصيله، وهي تستند إلى أسس عامة موضوعية عقلانية بالمعنى الإجرائي ويهدف الإنتاج فيها إلى تعظيم الأرباح وليس إشباع الرغبات
تقوم الرأسمالية الغربية بالاختيار العقلاني لوسائل الإنتاج إضافة إلى الاستثمارات على المدى البعيد بعد تخطيط عقلاني من أجل الوصول إلى غاية زيادة رأس المال. فروح الرأسمالية يمكن النظر إليه كنسق معياري يتضمن عدداً من الأفكار المتداخلة. هدفها مثلاً هو غرس "سلوك يسعي وراء الربح عقلانياً وبانتظام أيضا ضمن روح الرأسمالية أفكار مثل "الوقت من ذهب " كن مجداً "كن مقتصداً" "كن منصفاً" "كن منضبطاً في مواعيدك" و"كسب المال في حد ذاته غاية مشروعة".

## الماركسية والعقلانية

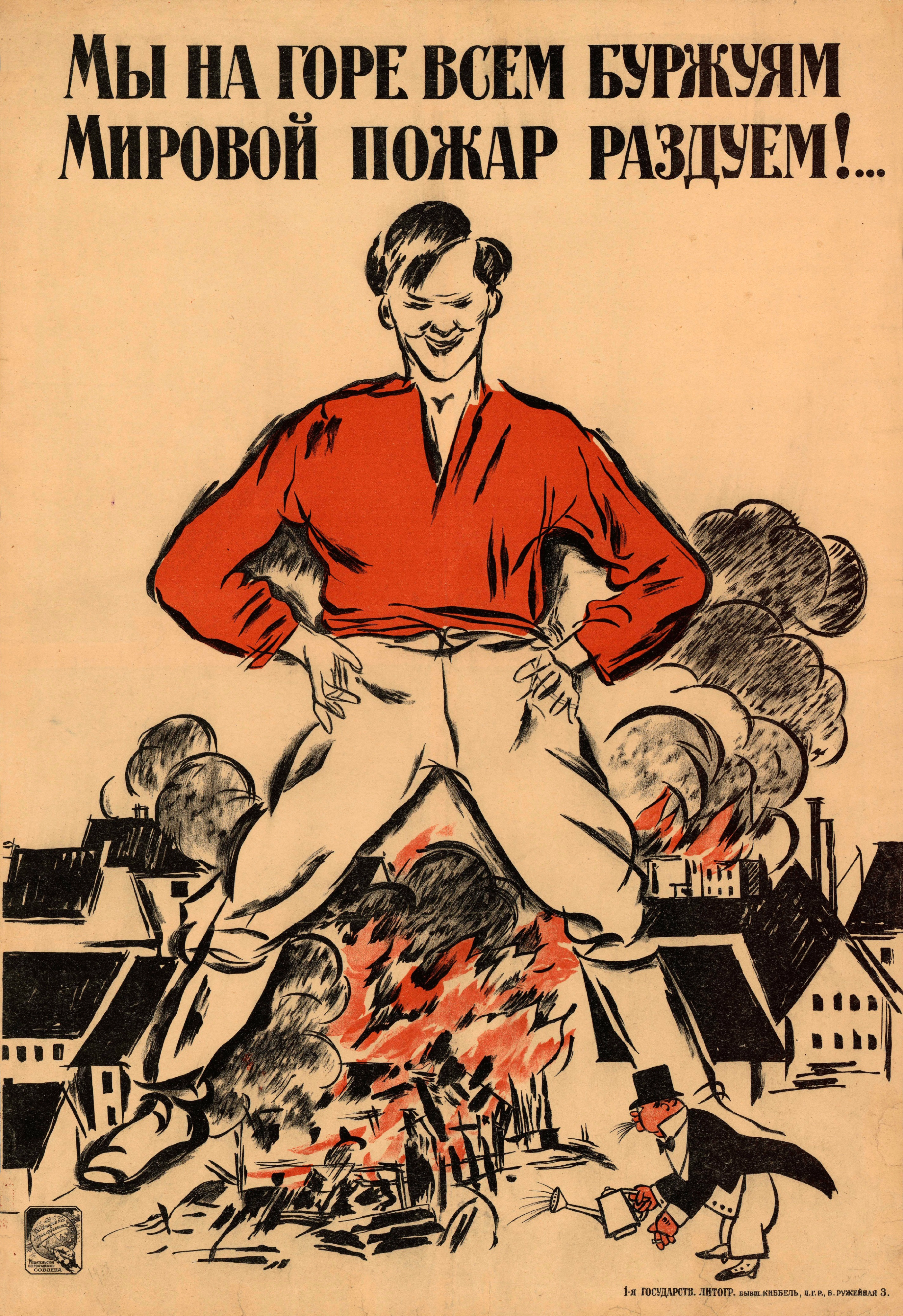
الدعاية البلشفية تقول ان نهاية الحرب ستكون بسيطرة البوليتاريا الحمراء علي البرجوازيين من الروس البيض

جاءت أول نظرة كلاسيكية حديثة للمجتمع من قبل كارل ماركس، والذي أمضى معظم شبابه في لندن ليلاحظ أن رؤوس الأموال والصناعات الحديثة تمركزت في يد أقلية من الناس لتنمو طبقة جديدة من المجتمع تحاول تحويل الناس إلى عمال في مصانعهم (البروليتاريا). وهكذا هيمنت مؤسسة اجتماعية واحدة وهي الاقتصاد على باقي المؤسسات الاجتماعية. وبالتالي فإن مفتاح التطور إلى الرأسمالية كان هو العامل الاقتصادي. في حين رأى فيبر أن تطور الرأسمالية لم تنشأ فقط بسبب الفعل المادي الاقتصادي، وركز على المعتقدات والقيم الإنسانية ودورها في تحفيز العقل. وناقش في كيف أن التغيرات الاجتماعية لا تنشأ فقط من كيفية الإنتاج الإنساني، إنما في كيفية تفكير الناس في العالم. ومن هنا يكمن الخلاف الأساسي بين الماركسية والعقلانية فرؤية فيبر هي أن العامل التفسيري الأساسي هو حزمة الأفكار الدينية التي أنتجتها الثورات الدينية في القرن السادس عشر. كما يرى فيبر أن المؤسسات العسكرية والدينية والعسكرية والعدلية مرتبطة بشكل وظيفي بالاقتصاد. لذلك رأى فيبر أن الرأسمالية الغربية هي عقلانية لإنها تحاول كسب المال في كافة الطرق في حين كانت رؤية ماركس للرأسمالية الغربية بأنها غير عقلانية فهي لأنها أخفقت في تلبية الحاجات الأساسية لمعظم البشر.
وعلى الرغم من الرؤوية السوداوية المشتركة لكلا العالمين للنظام الرأسمالي وموافقة ويبر على وجود الصراع الطبقي ودوره التاريخي، إلا أنه رفض رؤوية الصراع الطبقي كمحرك مركزي في التغير التاريخي. ورفض المبدأ الاشتراكي ولم يراه حلاً للمشاكل الاجتماعية، فنقل وسائل الإنتاج إلى الملكية العامة سيؤدي إلى زيادة البيروقراطية ضمن أنظمة الدولة السياسية والاقتصادية وتصبح بيروقراطية أكثر مماهي عليه في النظام الرأسمالي.

## نقد
تعتبر تفسيرات وتحليلات ويبر ضمن فترات تاريخية محددة. مما يجعل من الصعب تعميم تحليلاته وتعديل نظرياته تبعاً لتغير الظروف. كذلك اختلف الكثير من العلماء مع الأوضاع الخاصة التي فرضها فيبر في تحليله التاريخي. فعلى سبيل المثال، قال الخبير الاقتصادي جوزيف شومبيتر أن الرأسمالية لم تبدأ مع الثورة الصناعية ولكن في إيطاليا في القرن الرابع عشر حيث قادت الحكومات في فينيسيا وميلانو وفلورنسا إلى تطورات أقرب ما تكون إلى الرأسمالية. كما كانت مدينة أنتويرب المركز التجاري في أوروبا كما أن البلاد التي تقطنها أغلبية كالفينية كاسكتلندا لا تتمتع بنفس النمو الاقتصادي هولندا وانكلترا ونيو إنجلاند. كما أن هولندا ذات الأغلبية الكالفينية تأخرت في الصناعة عن بلجيكا الكاثوليكية.
كما أن الكونفشيوسية لا تختلف كثيراً عن كل من المسيحية واليهودية، فهي تدعو إلى النزعة العملية في الحياة، كما أن تعاليم كنفوش تضمن نظرية منظمة عقلياً في تنشئة الفرد. وعلى الرغم من أنها الديانة السائدة في اليابان، استطاعت اليابان أن تحرز تقدماً كبيراً على المستوى الاقتصادي والاجتماعي والسياسي والثقافي.